# 2022年普吉特海湾DHC-3涡轮水獭空难
2022年普吉特海湾DHC-3涡轮水獭空难 是一起发生在普吉特海湾的惠德贝岛附近的一起航空事故，机上10人全部遇难。
2022年9月4日，一架由周五海湾水上航空（Friday Harbour Seaplanes）所运营的德哈维兰加拿大DHC-3涡轮水濑水上飞机在普吉特海湾的惠德贝岛附近坠毁，机上10名乘客全部遇难。   这趟航班由西岛航空（West Isle Air）运营，其业务是由西北水上飞机公司（Northwest Seaplanes） 的子公司周五港水上航空负责。 
2022年9月6日，美国海岸警卫队停止搜救，机上10人全部遇难。 

## 涉事飞机
此次事故的涉事机为德哈维兰加拿大DHC-3涡轮水獭，机龄55年，于1967年制造，序列号为466。
这架飞机最初在在加拿大注册，注册编号为C-FVQD，在46年间曾被被多家加拿大航空公司、包机运营商以及个人购买和运营。在经过多次转手后，这架飞机最终在美国注册，注册编号为N725TH。
加拿大民用飞机登记处显示该飞机在2013年11月22日注销原有的注册编号，随后于2014年3月6日被售卖至美国。 
美国联邦航空管理局记录显示，这架飞机于2014年处被一名私人买家买下，注册编号改为为N725TH并于2014年5月12日取得美国联邦航空管理局所颁发的适航证。这架飞机现在的所有者为西北水上飞机航空（Northwest Seaplanes Inc.）注册。 

## 事故经过
太平洋夏令时间14:50（世界协调时21:50 ），N725TH从星期五港起飞，目的地为伦顿市机场。太平洋夏令时间15:11（世界协调时 22:11）有人报告飞机坠毁。   据目击者回忆，坠机现场有强烈的汽油味，看到飞机在坠毁后解体。 
在飞机坠毁之前，西北水上飞机公司注意到飞机偏航，并试图联系飞行员，但并没有得到回复。西北水上航空在与飞机失去联系后致电紧急救援人员，不久之后，目击者拨打911报警并表示飞机以极高的速度坠毁。 

## 事故调查
美国国家运输安全委员会将会对这起坠机事件展开调查，并与美国国家海洋和大气管理局的船只一起寻找残骸。 华盛顿大学应用物理实验室部署了侧扫声纳，并在水下190英尺（58）处发现疑似残骸的物体。  NTSB将会与美国海军合作使用遥控潜水器和驳船来寻找以及运输残骸。 
这架飞机没有配备飞行数据记录仪。在坠机前不久刚刚完成检修。进一步的残骸修复工作将于2022年9月26日进行。 
2022年9月16日，美国国家运输安全委员会公布了事故初步调查报告。

## 遇难者
| 美国州份   | 人数 |
| ---------- | ---- |
| 华盛顿     | 7    |
| 明尼苏达   | 2    |
| 加利福尼亚 | 1    |
| 总计       | 10   |

所有遇难者均为美国人。 唯一的机组成员是拥有数十年飞行经验的杰森·温特斯。 
死者包括女演员梅根·希尔蒂（ Megan Hilty ）怀孕的姐姐、姐夫和侄子。 其他受害者包括一名民权活动家和她的伴侣、一名律师、一名企业家和一对从明尼苏达州赶来的夫妻。  